# La Ilustració Llevantina
La Ilustració Llevantina fue una revista ilustrada editada en la ciudad española de Barcelona entre 1900 y 1901.

## Historia
Editada en Barcelona, su primer número apareció el 10 de marzo de 1900 y el último el 16 de diciembre de 1901. La revista, que se publicó en dos épocas diferenciadas, contaba con un suplemento de moda para sus suscriptores denominado Novetats.
En sus páginas colaboraron autores como Teodor Llorente, Ezequiel Boixet («Joan Buscón»), Lluís Domènech, Güell y Mercader, Francesch Matheu, Narcís Oller, Justí Pepratx, J. Pomar, Arturo Masriera, Lluís B. Nadal y Joan Espiau. En el aspecto gráfico participarían dibujantes y artistas como  Francesc Sardà i Ladico, Alexandre de Riquer, Arnau, Vallmitjana, Josep Triadó, Gallisá, Apeles Mestres, Antoni Utrillo y Mariano Foix y Prats.